# Plan de Ordenación del Territorio de la Aglomeración Urbana de Málaga
El Plan de Ordenación del Territorio de la Aglomeración Urbana de Málaga (POTAUM) es un instrumento de ordenación territorial que establece los elementos básicos para la organización y estructura del área metropolitana de Málaga (España), siendo el marco de referencia territorial para los PGOUs municipales y para las actuaciones con incidencia en la ordenación del territorio.
El plan ha sido redactado por la Consejería de Obras Pública de la Junta de Andalucía.

## Objetivos generales del plan
- Potenciar las funciones a desarrollar en Málaga.
- Mejorar la articulación de la aglomeración.
- Garantizar su accesibilidad y funcionalidad.
- Reforzar la funcionalidad del centro y del litoral.
- Preservar los espacios con valores medioambientales, paisajísticos, productivos, históricos y culturales.
- Potenciar el uso y disfrute de la aglomeración.

## Áreas de oportunidad
El POTAUM establece una serie de áreas de oportunidad, concebidas como nuevos lugares para un nuevo escenario y reequilibrar el funcionamiento de la aglomeración. Se distinguen varios tipos de área de oportunidad.
Por un lado están las áreas de oportunidad de contenido productivo, destinadas a la localización de empresas y actividad económica en general, de las cuales se establecen ocho:
- Ampliación del Parque Tecnológico de Andalucía, en el municipio de Málaga.
- Plataforma logística asociada al puerto de Málaga, en Cártama y Málaga.
- Plataforma logística aeroportuaria, en Alhaurín de la Torre.
- Parque agroalimentario, en Cártama.
- Parque de actividades empresariales del interior de la aglomeración, situado en Casabermeja.
- Parque para actividades logísticas y empresariales de interrelación con la Costa del Sol, entre Coín y Alhaurín el Grande.
- Parque de la construcción de Zalea, en Pizarra
- Parque de actividades empresariales de Rincón de la Victoria.

Por otro lado está las áreas de oportunidad de contenido residencial, destinadas a la localización de viviendas. Se identifican cinco de estas áreas situadas en los distritos de Campanillas y Puerto de la Torre de Málaga, Alhaurín de la Torre, Cártama y Álora.
Por último, las áreas de dinamización turística, de las que se identifican dos, se sitúan en lugares de calidad paisajística en el interior de la aglomeración, en Totalán y Almogía

## Sistemas de cohesión territorial
Los sistemas de cohesión territorial según el plan son estrategias de ordenación que tienen por objetivo articular y moldear la aglomeración. el plan establece tres sistemas, que son: el sistema de comunicaciones y transportes, el sistema de espacios libres de uso público y el sistema de equipamientos de carácter metropolitano.

### Sistema de comunicaciones y transporte
Este sistema está compuesto por la red ferroviaria, la red de metro, la red viaria, el puerto y el aeropuerto. Para la red ferroviaria el plan propone la potenciación de las conexiones con el centro y occidente peninsular a través de Córdoba y Sevilla, con Almería y el corredor mediterráneo y con las bahías de Algeciras y Cádiz por medio del corredor de la Costa del Sol. Para el metro de Málaga se propone extender la línea 1 hasta el PTA, mientras que la ampliación del aeropuerto y el puerto, ya está en proceso.

### Sistema de espacios libres
Con el sistema de espacios libres se pretende configurar un sistema ambiental que funcione como una red de espacios naturales, en lugar de espacios aislados. Para ello, el plan identifica un corredor marítimo-terrestre y corredores sierra-litoral además de una serie de parques metropolitanos cuyo eje central es el río Guadalhorce.

### Sistemas de equipamientos
Este sistema incluye los campus universitarios de la Universidad de Málaga, los centros hospitalarios, las infraestructuras culturales y de ocio y equipamientos deportivos, de servicios judiciales y de promoción económica.